# Deinandra
Deinandra là một chi thực vật có hoa trong họ Cúc (Asteraceae).

## Loài
Chi Deinandra gồm các loài: